# Timbre autocollant

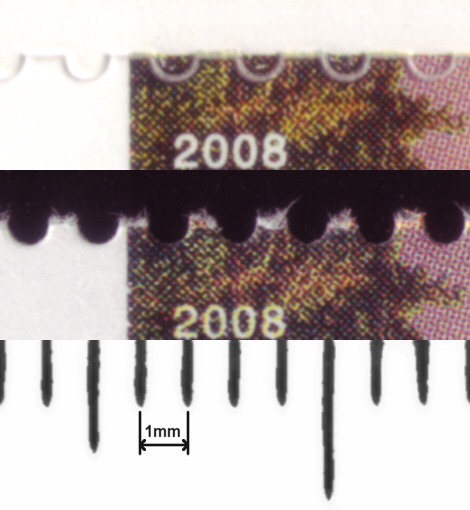
comparaison d'écart entre « adhésif en rendant le verso humide/perforé » et « auto-adhésif et découpé »

Un timbre autocollant (ou autoadhésif) est un timbre-poste qui est collé sur un pli grâce à un adhésif. Celui-ci remplace l'habituelle gomme qui devient collante lorsqu'elle est humidifiée avec de l'eau ou de la salive.
À ne pas confondre avec les timbres de distributeur et les empreintes de machine à affranchir délivrés par des automates ou aux guichets de poste. Ces deux types d'affranchissement sont généralement autocollants, mais leur valeur est imprimée à la demande du client et, dans le cas des empreintes de machine à affranchir, ont un rôle de timbre préoblitéré.

## Raisons de l'adoption
Ce sont des pays équatoriaux et tropicaux qui ont émis les premiers timbres autocollants. La gomme était difficile à conserver sèche sous ces climats humides.
La plupart des administrations postales l'ont choisi pour des raisons plus générales :
- un souci d'hygiène (éviter d'avoir à lécher le dos du timbre),
- un souci de facilité et de rapidité d'utilisation par l'usager, notamment les entreprises.
- liberté des formes et des formats.

## Les conséquences
Les timbres autocollants sont vendus sous forme de carnets à couverture en papier dont une des faces est plastifiée et de roulettes. Au départ, ils n'étaient pas dentelés et étaient de forme quadrilatère. Craignant la fraude à l'aide de photocopieuses couleurs, la plupart des pays ont adopté une dentelure ondulée (la France par exemple), certains dentellent leurs timbres autocollants avec une dentelure normale (la Royal Mail au Royaume-Uni).
L'argument de la rapidité d'utilisation en a fait le support des timbres d'usage courant aux valeurs faciales les plus utilisées. L'affranchissement d'une lettre normale est le premier tarif à bénéficier d'un timbre autocollant, et ce timbre est aussi souvent à validité permanente (sans valeur faciale imprimée).
Dès les années 1960, certaines administrations postales utilisent les timbres autocollants pour développer des timbres de formes non rectangulaires. Par exemple, au Sierra Leone, des timbres en forme de fruits tropicaux, de diamants ou même d'enclumes, en forme d'aigle aux ailes déployées ou de carte géographique du pays ont circulé. Le Bhoutan utilise des matières autres que le papier : plastique, soie, acier, et disque microsillon audible sur un tourne-disque.
Après des essais dès les années 1970, le premier pays qui a adopté le timbre autocollant de manière régulière est le Canada en 1988, suivi par les États-Unis et le Japon en 1989. En France, le système est adopté en février 1990 avec la Marianne du Bicentenaire rouge destinée à l'affranchissement de la lettre de moins de 20 grammes.
Grâce à la maîtrise de la technique, les postes des pays développés commencent à émettre des timbres de formes et de matériaux variés de manière ponctuelle. Dans les années 2000, entre autres, des timbres en argent sont émis en Belgique (2005) et en France (juin 2006), timbres en bois ou en tissu en Italie et en Suisse.

## En philatélie
Pour les philatélistes, les timbres autocollants ont posé des questions difficiles à résoudre. Il s'est posé la question de la stabilité de l'adhésif et du risque de dégradation du papier du timbre avec le temps.
Le problème majeur a été le décollage des timbres autocollants pour les séparer du support de l'enveloppe. La quasi-totalité des timbres autocollants émis peuvent se détacher, mais l'adhésif reste collant, rendant le classement du timbre problématique. Il est le plus souvent recommandé de les collectionner neuf sur leur support d'origine ou oblitérés sur fragments.
Progressivement, les imprimeries emploient un adhésif qui se dissout dans l'eau tiède, ce qui permet de décoller plus aisément ces timbres.